# المطبخ الأوغندي

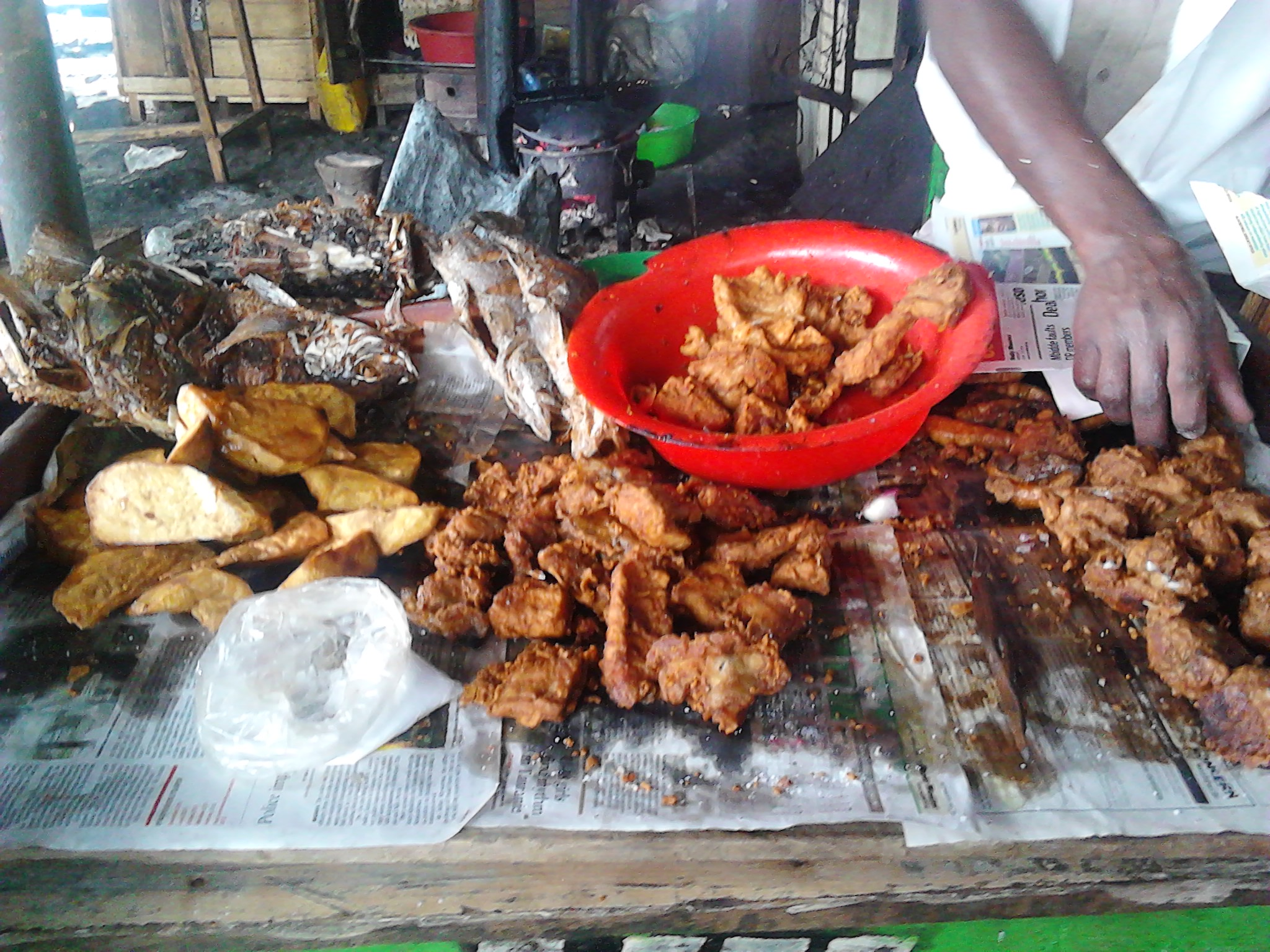
أحد بائعي الطعام في اوغندا

يتكون المطبخ الأوغندي من أساليب الطبخ التقليدية والحديثة وايضا يتكون من الأطعمة والأطباق في أوغندا، مع التأثيرات الإنجليزية والعربية والآسيوية (خاصة الهندية).
تشمل أو تحتوي العديد من الأطباق على الخضار والبطاطس , الموز والفواكه الاستوائية الأخرى.
يتم تناول الدجاج ولحم الخنزير وأيضا الأسماك  يتم تناول أيضا لحم البقر والماعز  ولحم الضأن بشكل شائع، على الرغم من أن استهلاك اللحوم بين فقراء الريف أقل مما هو عليه في مناطق أخرى، وتؤكل في الغالب على شكل لحوم الطرائد أو لحوم الادغال.